# Boemerang

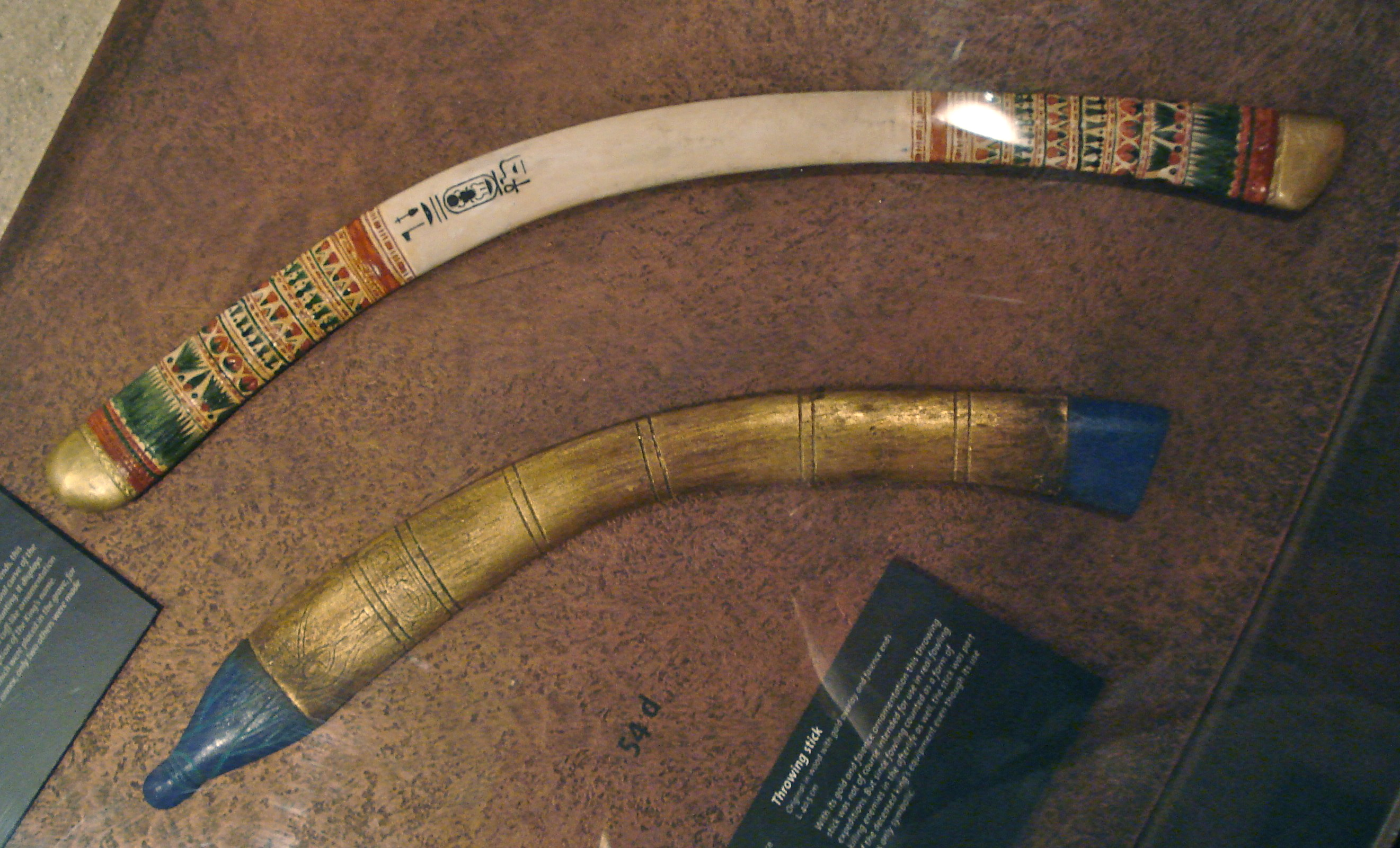
Jachtboemerangen uit de schat van Toetanchamon, 18e dynastie van Egypte

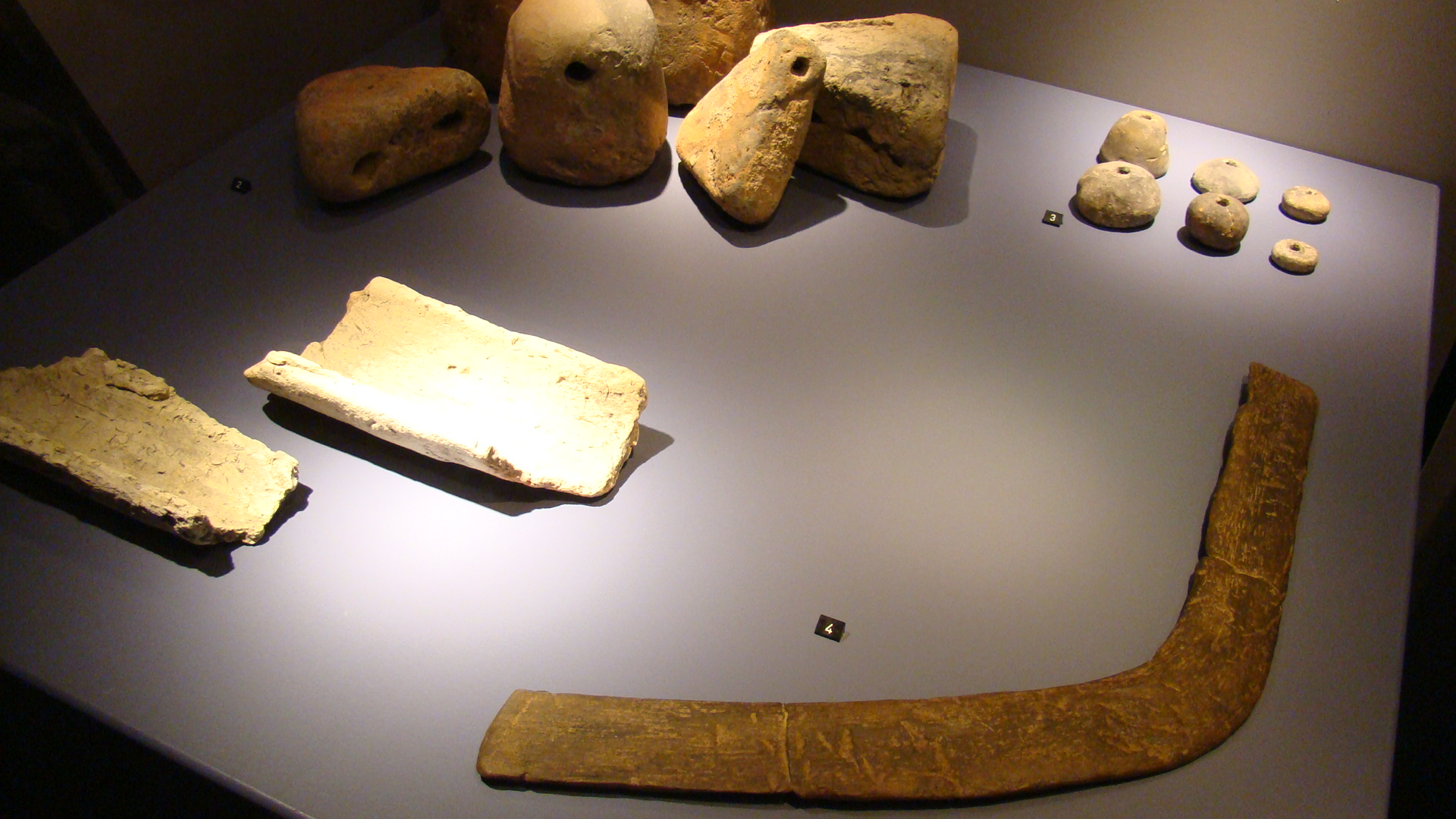
Opgegraven boemerang 550 v.Chr. uit Velsen in het Rijksmuseum van Oudheden te Leiden

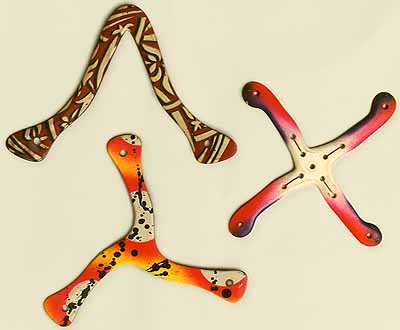
Boemerangs

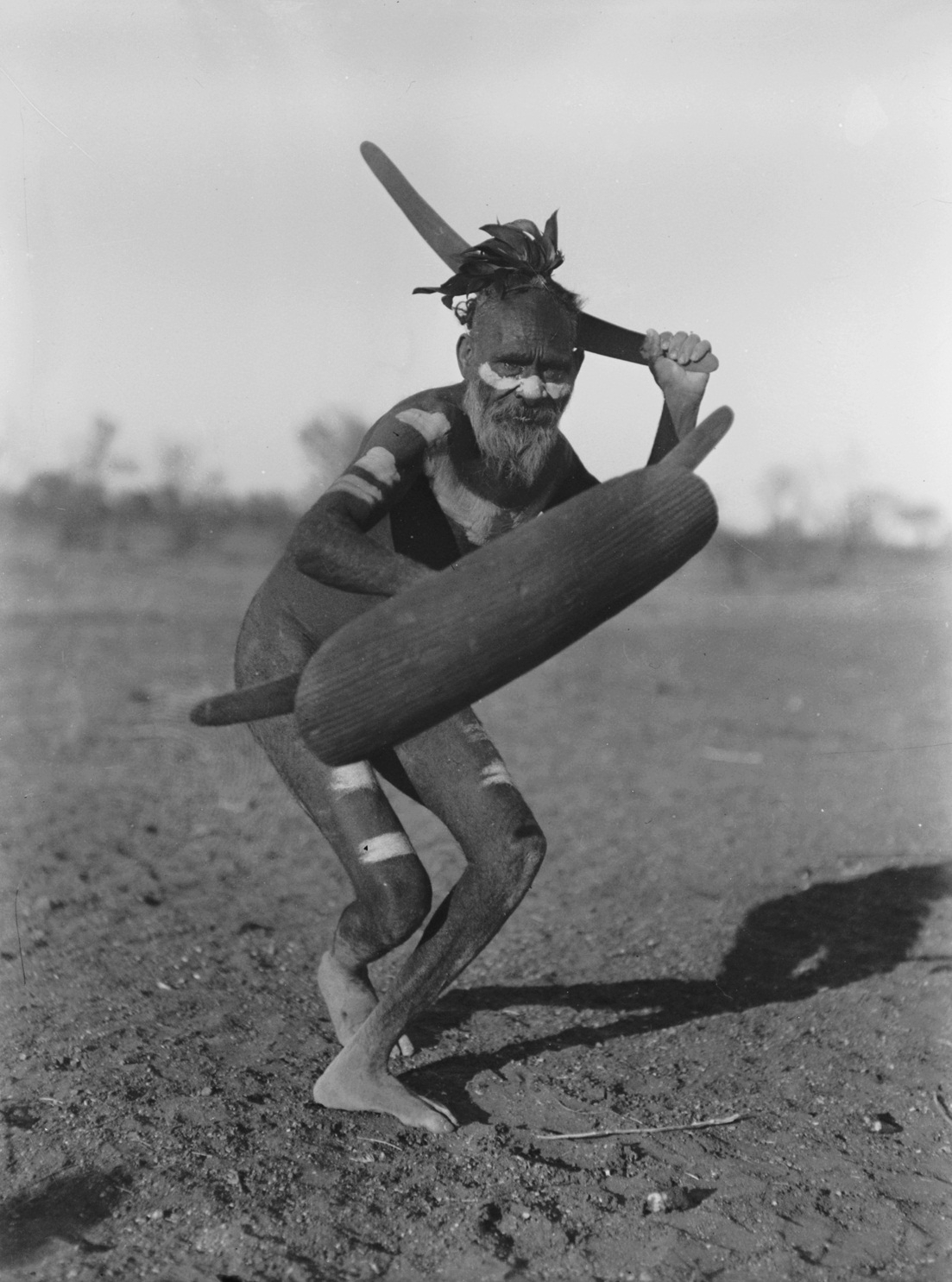
Aboriginal uit Centraal Australië met boemerang, 1920

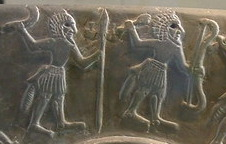
Afbeelding van jagers, 3300-3100 v.Chr.

Een boemerang is een krom gebogen voorwerp, meestal van hout, dat na het wegwerpen weer terug kan komen. De bekendste vorm is de boemerang als een plat gebogen stuk hout, waardoor het in feite twee vleugels heeft. Er zijn ook boemerangs met drie of meer vleugels, en zelfs één vleugel is mogelijk als het middelpunt verzwaard is. Hedendaagse boemerangs hebben vaak het profiel van vliegtuigvleugels.

## Oorsprong
Er wordt soms gedacht dat een boemerang gebruikt werd voor de jacht. Dat is waarschijnlijk niet zo. Hij was in gebruik als bijzonderheid, of om indruk te maken op andere stammen. Hij is vooral bekend van de Aboriginals in Australië, maar ook in Europa en Egypte zijn boemerangs gevonden. De oudste boemerang is gevonden in Polen en is tussen de 39000 en 40000 jaar oud en gemaakt van mammoet-slagtand. Na de worp kwam deze boemerang niet bij de werper terug. In Nederland zijn boemerangs gevonden bij Vlaardingen uit de eerste eeuw na Christus en in Velsen uit 470 vóór Christus. Deze laatste is wel zo gesneden dat hij bij de werper kan terugkeren.
Australische boemerangs waren over het algemeen werphouten. Een werphout (ook wel jachthout genoemd) gaat rechtuit en keert niet terug. Het gaat daarbij snel en draait snel rond, zodat het geschikt is om kleine dieren zoals vogels mee te raken.
Prehistorische grottekeningen hebben aangetoond dat bepaalde stammen de boemerang in een traditionele dans gebruikten om de luchtgeesten te vangen. Deze waren nodig om bepaalde rituelen tot uiting te brengen, die in natuurlijke (naakte) vorm werden toegepast.
Over het algemeen is een boemerang licht van gewicht, en niet gevaarlijk. Hij kan echter ook vrij zwaar zijn, en met een flinke snelheid terugkomen. Het is dus belangrijk hem nooit uit het oog te verliezen, en desnoods een stapje opzij te doen.
Een boemerang kan linkshandig of rechtshandig zijn. Wanneer een rechtshandige boemerang wordt weggegooid door een linkshandige, dan gaat hij rechtuit.
Als een boemerang goed gegooid wordt, zal hij het eerste stukje rechtuit gaan, maar zal daarna via een cirkelvormige baan terugkomen. Het is mogelijk dat hij daarna een kleinere cirkelbaan andersom gaat maken, en zo een 8-vormige baan maakt. De werper moet hierbij rekening houden met de wind; over het algemeen is het alleen mogelijk een boemerang goed te laten terugkeren als men onder een bepaalde hoek tegen de wind ingooit, met een bepaalde kracht, een bepaalde rotatiesnelheid, een bepaalde hoek ten opzichte van de grond, en een bepaalde stijghoek van de baan. Dit kan alleen door veel oefenen worden geleerd en de eigenschappen van alle boemerangs verschillen in deze opzichten ook weer wat.
Het leren herkennen en voorspellen van de vlucht is een belangrijk aspect van goed werpen. Hierdoor kan de werper enigszins voorspellen waar de landingsplaats zal zijn. Indien nodig (en mogelijk) kan de werper ernaartoe lopen om klaar te staan voor de vangst.
De hoeveelheid wind is sterk bepalend voor een goede worp. Het makkelijkst gaat het gooien bij weinig of geen wind. Bij wat meer wind kan, door de worp aan te passen, ook gegooid worden. Kleine foutjes in de werptechniek hebben dan echter grote gevolgen. Een worp boven windkracht 3 wordt afgeraden voor de veiligheid van de werper.

## Constructie
Een boemerang is met vrij weinig gereedschappen zelf te maken. Een V-vormig stuk multiplex met poten onder een hoek van 90 graden, en met een breedte van 5 à 6 cm en een lengte van 20–30 cm, van 4–8 mm dik wordt aan een zijde zo bijgewerkt met een houtrasp en een vijl, en nageschuurd met schuurpapier, dat aan de bovenkant het gewenste profiel ontstaat. De onderzijde blijft meestal vlak. Op de bovenzijde wordt een vliegtuigvleugelprofiel gemaakt, rekening houdend met de toekomstige draairichting van de boemerang na het werpen. De boemerang is asymmetrisch: de bollere kant van iedere poot draait naar voren, de vlak uitlopende kant wijst naar achteren. Dergelijke boemerangs zijn niet erg sterk; als ze bij het werpen tegen een hard voorwerp komen breken ze vaak. Heeft men een goed werkend exemplaar dan kan men daarvan met glasvezelmat en polyesterhars een afgietsel maken dat veel sterker is, maar meestal ook zwaarder en dat dus meer kracht nodig heeft om te worden geworpen en dat verder zal vliegen.
De gewenste vliegeigenschappen van een model kunnen verkregen worden door het vleugelprofiel aan te passen of de vleugels op de juiste plaatsen te verzwaren. Hierdoor kan een grotere afstand gevlogen worden of is de boemerang beter geschikt bij wat meer wind.
Een metalen boemerang  is te zwaar en werkt niet. Naast hout- en kunststofboemerangs zijn er wel modellen van schuimrubber voor gebruik binnenshuis en zelfs van papier kunnen boemerangs gemaakt worden.

## Werking
Een boemerang wordt niet vlak weggegooid, maar vrijwel rechtop staand (maar niet helemaal rechtop).
Door het ronddraaien en de voortschrijdende snelheid, zal het uiteinde dat op dat moment boven is, sneller door de lucht gaan. Daardoor ontstaat daar ook de grootste opwaartse druk. Deze kracht wil de boemerang laten kantelen, maar doordat de boemerang ronddraait, wordt dat omgezet in een verandering van de baan, waardoor de boemerang via een cirkelbeweging terugkomt. Volgens het bernoulli-effect krijgt de boemerang liftkracht.
Het jachthout vliegt, in tegenstelling tot de boemerang, rechtdoor en wordt wel vlak geworpen. Tijdens het vliegen ondervindt het jachthout geen lift. Door minimale luchtweerstand remt het
jachthout een beetje af en is een vrij nauwkeurige worp op grote afstand (tot ongeveer 180 meter) mogelijk.
Experimenten met boemerangs in het ISS toonden aan dat er geen zwaartekracht nodig is om de boemerang juist te laten werken. Zolang er maar lucht aanwezig is komt een boemerang terug.

## Sport
Boemerang gooien kan ook in wedstrijdverband. Hierbij wordt onder andere gekeken naar de grootst afgelegde afstand, de langste vliegduur na een worp, het aantal succesvolle vangsten in een serie worpen en het grootste aantal boemerangs dat een werper gelijktijdig in de lucht kan houden. Voor de verschillende onderdelen zijn verschillende soorten boemerangs met specifieke vliegeigenschappen favoriet. Boemerangverenigingen zijn echter niet zo talrijk.